# Náhon (Brno)
Náhon (též Na Příkopech, německy Mühlgraben) je bývalá předměstská čtvrť Brna, která byla do roku 1941 také samostatným katastrálním územím. Tvořilo ji okolí dnešních ulic Spálené, Přízovy, Úzké a severní části Dornychu. Oblast je dnes součástí Trnité a městské části Brno-střed.

## Historie
Předměstské osídlení v prostoru pozdější čtvrti Náhon, jižně od brněnské Židovské brány, existovalo již ve středověku. Přibližně podél dnešních ulic Úzké a Dornych probíhal Svratecký náhon, přes nějž vedl v trase druhé zmíněné (na dnešní křižovatce Úzké a Dornychu) Sladovnický most, po kterém cesta směřovala do osady Dornych a dále na Komárov. Západně od něj překračoval náhon druhý most s cestou do osady Trnitá (dnes ulice Trnitá). Na levém břehu vodoteče se vyvinula zástavba, jejíž součástí byl mlýn. Rozvoj na konci 18. století znamenal pro čtvrť Náhon vznik velkých průmyslových areálů. Na pravobřežním výběžku katastru, v místě pozdějšího obchodního domu, byla roku 1786 vybudována rozsáhlá Offermannova továrna na vojenská sukna, kvůli níž zanikla většina zdejší zástavby, další tovární provoz vznikl východně od Sladovnického mostu. Před polovinou 19. století došlo k urbanizaci východní části území, kdy zde byly v sousedství předměstí Křenová vytyčeny a postupně obytnými domy zastavovány dnešní ulice Spálená a Přízova, na jejímž jižním konci stál nový mlýn. K Náhonu patřila i jižní uliční fronta dnešní Mlýnské ulice mezi Dornychem a Přízovou. Během druhé poloviny 19. století zde, ve východní části Náhonu, vznikla velkoměstská činžovní zástavba, včetně dalších průmyslových areálů.
Roku 1855 byla na nároží ulic Spálené a Přízovy postavena první novodobá brněnská synagoga – Velká synagoga, která byla v roce 1939 vypálena a následně zbořena. V roce 1870 bylo území Náhonu rozděleno náspem železniční spojovací trati mezi dolním a hlavním nádražím (podél ulic Plotní a Dornych). Roku 1901 byl na ulici Dornych zahájen provoz tramvají. Ve druhé polovině 20. století došlo v oblasti k radikálním urbanistickým změnám, při nichž byla v 60.–80. letech zbořena téměř veškerá zástavba podél ulic Dornych a Úzká, včetně Offermannovy továrny. Na místě továrny bylo v 80. letech vybudováno obchodní centrum Dornych a z ulic se staly hlavní silniční tahy rozšířené na několik pruhů. Již po druhé světové válce byl v prostoru čtvrti zatrubněn Svratecký náhon, v dalších desetiletích byla zrušena i železniční spojka, i když její násep zůstal zachován až do počátku 21. století. V 10. letech 21. století byl zbořen areál podniku Vlněna, tvořící východní stranu Přízovy ulice. Zachován zůstal jen palác Bochnerů ze Stražiska, zbytek byl nahrazen kancelářskými budovami.
Náhon byl do 19. století ve správě brněnského magistrátu, byl tzv. magistrátním předměstím. Součástí Brna se stal v roce 1850. Katastrální území Náhonu bylo zrušeno v roce 1941 při katastrální reformě města. Oblast se tehdy stala součástí katastru Trnité.

## Galerie

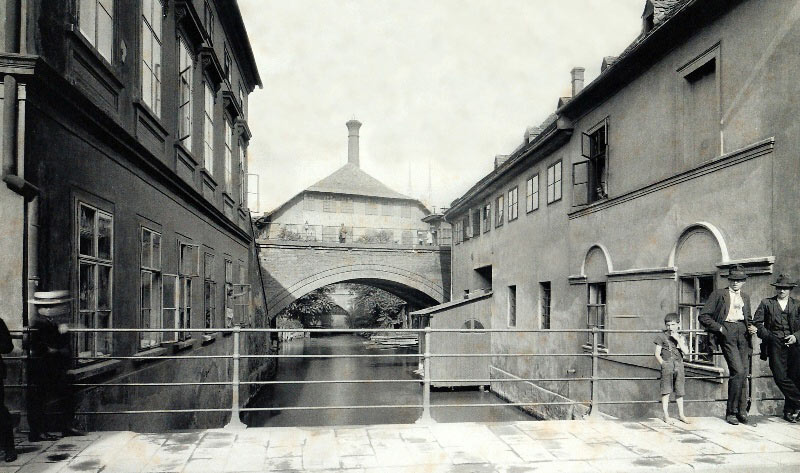
Svratecký náhon z mostu na Dornychu, v pozadí most železniční spojky a Offermannova továrna (1906)
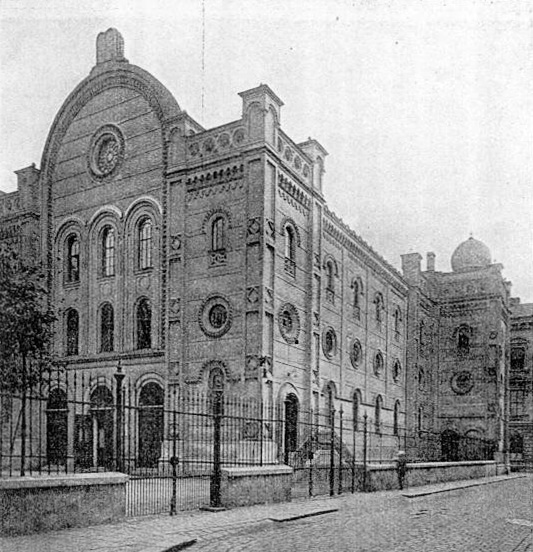
Velká synagoga, zbořená v roce 1939
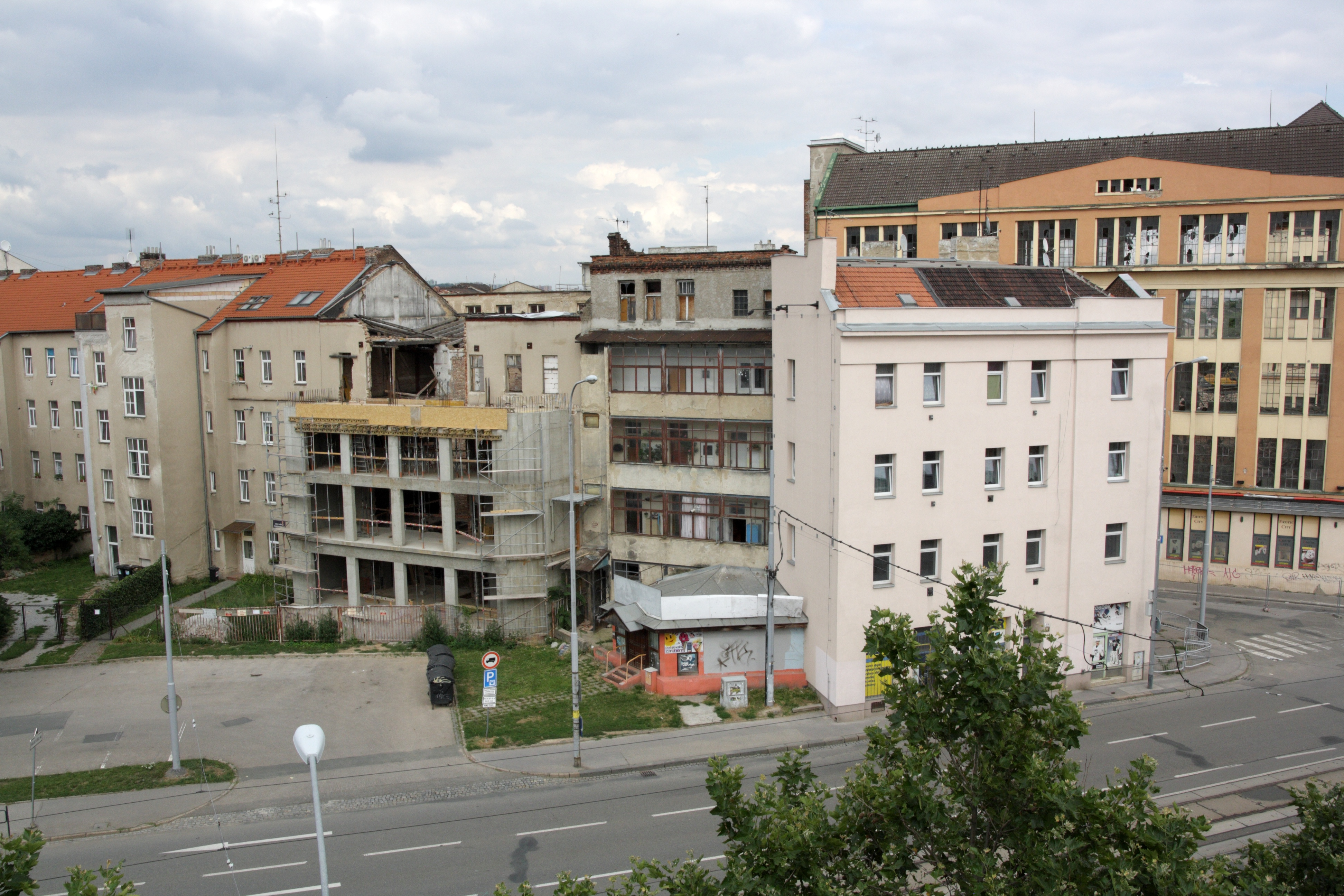
Činžovní zástavba na nároží Dornychu a Přízovy
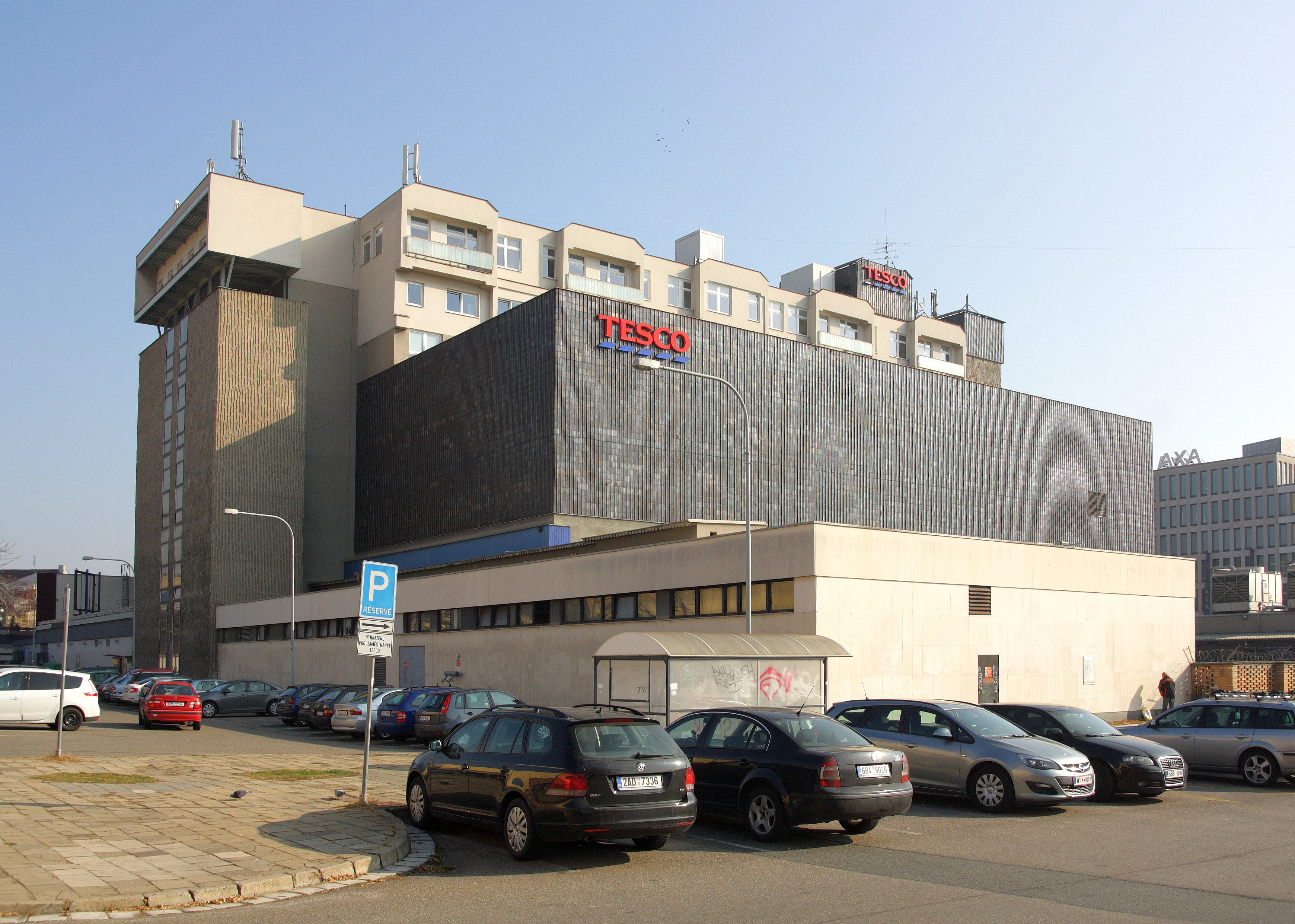
Obchodní centrum Dornych
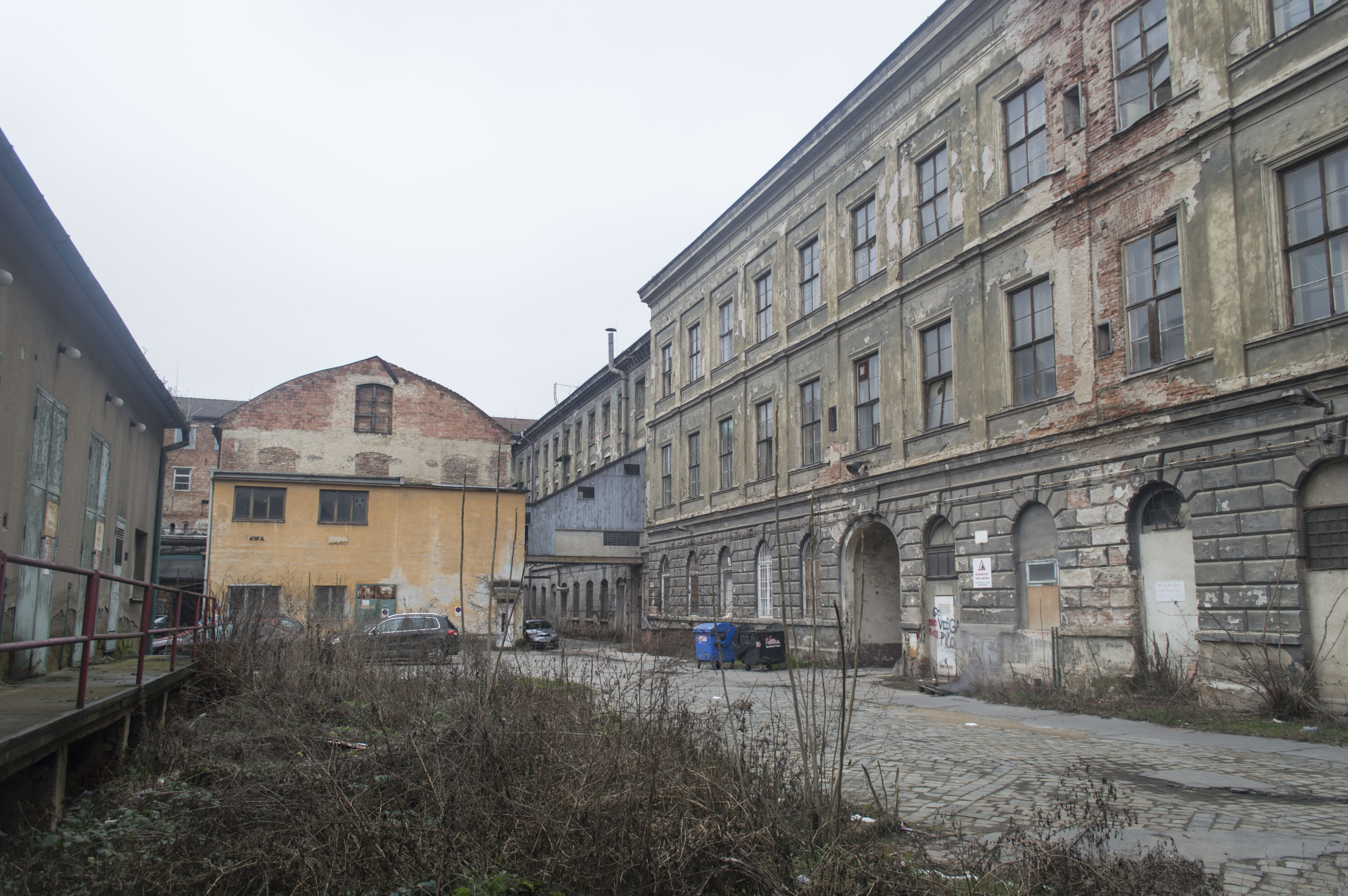
Areál podniku Vlněna v roce 2016, vpravo palác Bochnerů ze Stražiska
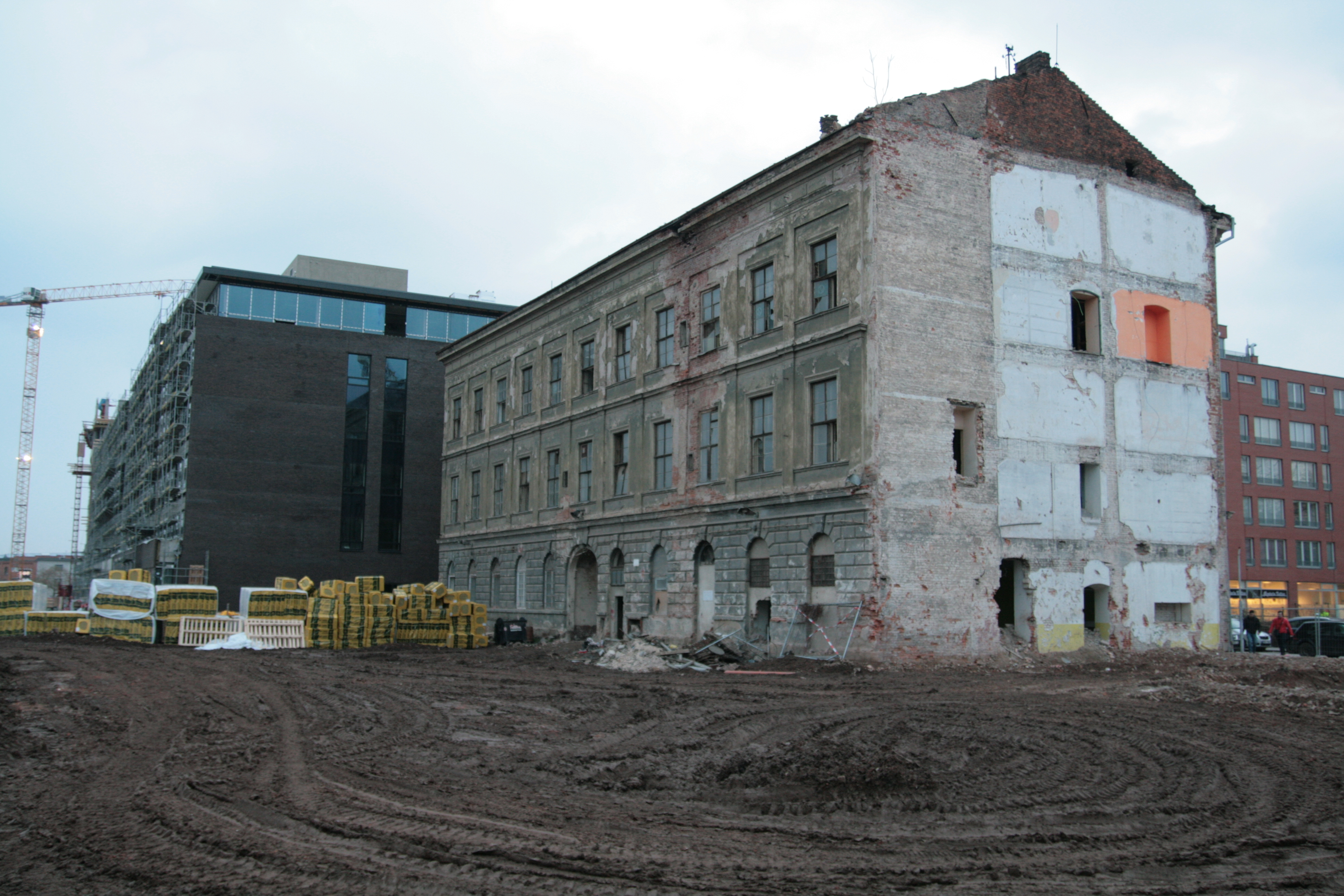
Zbořený areál Vlněny, zachován zůstal palác Bochnerů ze Stražiska